# Институт проблем химической физики РАН
Федеральный исследовательский центр проблем химической физики и медицинской химии РАН — основоположник Научного центра РАН в Черноголовке, один из крупнейших и ведущих институтов Российской академии наук.

## История
Ведёт свою историю с созданного в 1956 году в Черноголовке Полигона Института химической физики АН СССР. В 1959 году он был преобразован в филиал ИХФ, в 1972 году в отделение ИХФ. В 1991 году на основе Отделения ИХФ в Черноголовке был создан особый Институт химической физики АН СССР в Черноголовке (ИХФЧ АН СССР), в 1997 году получивший современное название. В 1999 году в состав ИПХФ РАН вошёл Институт новых химических проблем РАН.
В советское время институт стал главной организацией АН СССР по проблемам твёрдых ракетных топлив, порохов и взрывчатых веществ. В настоящее время разработки института нашли применение в различных областях, в том числе космонавтике, авиации и медицине.
С 2023 года — Федеральный исследовательский центр проблем химической физики и медицинской химии РАН.

### Директора
- д.х.н. С. М. Батурин (1991—1997)
- акад. С. М. Алдошин (1997—2019)
- член-корр. РАН И. В. Ломоносов[4] (2019—2024, и. о.)
- к.ф.-м.н. Е. В. Голосов (с 2024)

## Научные исследования
- общие проблемы химической физики;
- исследование строения вещества и структуры твёрдых тел;
- исследование и разработка новых материалов с заданными свойствами и функциями (в том числе наноматериалы);
- кинетика и механизм сложных химических реакций;
- химическая физика процессов горения и взрыва;
- изучение состояния вещества в экстремальных условиях;
- химическая физика образования и модификации полимеров, биологических процессов и супрамолекулярных и наноразмерных систем.

## Структура и сотрудники
По состоянию на 2016 год в составе института действует 10 научных отделов, 80 лабораторий и научных групп, в которых работают более 1100 человек, в числе которых 109 докторов и 288 кандидатов наук. В исследовательском центре работает 6 академиков РАН (С. М. Алдошин, В. М. Бузник, А. Л. Бучаченко, Ю. М. Михайлов, Л. И. Леонтьев), С. О. Бачурин и 3 члена-корреспондента РАН (В. Б. Минцев, В. Ф. Разумов, И. В. Ломоносов).